# Achyraus
Achyraus ou Akhyraos est une ville antique de l'actuelle Turquie, dans la province de Balıkesir.
Ancien diocèse byzantin de la province ecclésiastique de Cyzique, il est aussi, depuis 1933, un siège titulaire de l'Église catholique romaine.